# صبح اعدام
صبح اعدام فیلمی به کارگردانی و نویسندگی بهروز افخمی و تهیه‌کنندگی علی شیرمحمدی محصول سال ۱۴۰۲ است. داستان صبح اعدام اقتباسی از گزارش واقعی خبرنگار روزنامه کیهان از مراسم تیرباران طیب حاج‌رضایی و حاج اسماعیل رضایی است.

## داستان فیلم
صبح اعدام برشی از لحظات پایانی زندگی طیب حاج‌رضایی و حاج اسماعیل رضایی است که در پی قیام ۱۵ خرداد ۱۳۴۲ محکوم به اعدام شدند. داستان فیلم در فاصلهٔ زمانی ۵ تا ۶:۳۰ صبح این روز روایت می‌شود.

## بازیگران
- ارسطو خوش‌رزم در نقش حاج اسماعیل رضایی
- مسعود شریف در نقش طیب حاج‌رضایی
- داوود فتحعلی‌بیگی در نقش قاضی عسکر
- پوریا منجزی در نقش کلیددار طیب
- مهرداد نیکنام در نقش تیمسار
- محسن آوری در نقش سرهنگ دادستانی
- کاوه دارابی در نقش خبرنگار کیهان
- فریبا آذرشب در نقش مادر حاج اسماعیل رضایی
- ابوالفضل زارع کار مقدم در نقش خبرنگار پزشکی قانونی

## جوایز و افتخارات

### جشنواره فیلم فجر
| مراسم                        | تاریخ برگزاری | رده                        | نامزد            | نتیجه    | منبع        |
| ---------------------------- | ------------- | -------------------------- | ---------------- | -------- | ----------- |
| چهل و دومین جشنواره فیلم فجر | ۲۲ بهمن ۱۴۰۲  | بهترین فیلم                | علی شیرمحمدی     | نامزدشده | [ ۳ ] [ ۴ ] |
| چهل و دومین جشنواره فیلم فجر | ۲۲ بهمن ۱۴۰۲  | بهترین کارگردانی           | بهروز افخمی      | برنده    | [ ۳ ] [ ۴ ] |
| چهل و دومین جشنواره فیلم فجر | ۲۲ بهمن ۱۴۰۲  | بهترین بازیگر نقش اول مرد  | ارسطو خوش رزم    | برنده    | [ ۳ ] [ ۴ ] |
| چهل و دومین جشنواره فیلم فجر | ۲۲ بهمن ۱۴۰۲  | بهترین بازیگر نقش مکمل مرد | داوود فتحعلی‌بیگی | نامزدشده | [ ۳ ] [ ۴ ] |
| چهل و دومین جشنواره فیلم فجر | ۲۲ بهمن ۱۴۰۲  | بهترین فیلمنامه            | بهروز افخمی      | نامزدشده | [ ۳ ] [ ۴ ] |
| چهل و دومین جشنواره فیلم فجر | ۲۲ بهمن ۱۴۰۲  | بهترین تدوین               | بهروز افخمی      | نامزدشده | [ ۳ ] [ ۴ ] |
| چهل و دومین جشنواره فیلم فجر | ۲۲ بهمن ۱۴۰۲  | بهترین چهره‌پردازی          | محسن دارسنج      | نامزدشده | [ ۳ ] [ ۴ ] |
| چهل و دومین جشنواره فیلم فجر | ۲۲ بهمن ۱۴۰۲  | بهترین طراحی لباس          | علی شیرمحمدی     | نامزدشده | [ ۳ ] [ ۴ ] |